# Flughafen Panama–Albrook

i8
i11
i13
Der Flughafen Panama–Albrook (spanisch Aeropuerto Internacional de Albrook „Marcos A. Gelabert“, IATA-Code: PAC, ICAO-Code: MPMG) ist ein Regionalflughafen nahe dem Stadtzentrum von Panama-Stadt und ist Drehkreuz der Regionalfluggesellschaft Air Panama. Er verfügt über Verbindungen in verschiedene Landesteile von Panama und nach Kolumbien. Er ist hinter dem Flughafen Panama–Tocumen der zweitgrößte zivile Flughafen des Landes und nebst diesem und dem Flughafen Panama–Pacifíco einer der drei zivilen Flughäfen der Region von Panama-Stadt.

## Geschichte
Der Flughafen war 1932 als Albrook Army Airfield der US Air Force eröffnet worden. Im Jahr 1928 wurden vom US-Kongress die notwendigen Gelder bewilligt und 1930 begannen die Bauarbeiten. Benannt wurde der Militärflughafen zu Ehren von Lieutenant Frank Potter Albrook. Nach dem Angriff auf Pearl Harbour stockten die USA das Kontingent an Militärangehörigen in Panama stark auf und 1948 wurde der Militärflughafen in Albrook Air Force Base umbenannt.
Im Jahr 1975 wurden die Geschwader zur Howard Air Force Base verlegt und der Flugplatz wurde am 1. Oktober 1979 der Regierung von Panama übergeben, allerdings waren die USA immer noch präsent. Während der US-Invasion in Panama war der Flughafen Schauplatz einer Schießerei.
Im Rahmen der Torrijos-Carter-Verträge zogen sich die USA komplett aus Panama und somit auch von Albrook zurück und die panamaische Regierung übernahm den Flughafen am 30. September 1997 komplett.
Im Januar 1999 wurde er als ziviler Flughafen wiedereröffnet, als der Regionalflughafen von Panama-Stadt von Punta Paitilla nach Albrook übersiedelte. Es wurden neue Terminals und ein neuer Kontrollturm gebaut und der IATA-Code von AFB in PAC umbenannt. Im Zuge der Umbaumaßnahmen erhielt er den Namen Aeropuerto Marcos A. Gelabert, benannt nach einem panamaischen Aviatikpionier und Gründer des Vorgängerflughafens in Punta Paitilla. Dessen Gelände wurde nach der Schließung des Flughafens mit Wolkenkratzern überbaut und ist nun das moderne Geschäftszentrum der Stadt.
Im Jahr 2002 wurde auf dem Gelände der ehemaligen US-Basis die Albrook Mall als eines der größten Einkaufszentren des Landes eröffnet. Im Jahr 2016 erhielt das Areal Anschluss an die Metro Panama.

## Verkehrsanbindung
Beim Flughafen Albrook befindet sich eine Endstation der Linie 1 der Metro Panama. Zudem befindet sich der Hauptfernbusbahnhof der Stadt in unmittelbarer Nachbarschaft.